# Richard Erdman
John Richard Erdman (Enid, 1º giugno 1925 – Los Angeles, 16 marzo 2019) è stato un attore e regista statunitense.

## Biografia
Nato nel nord dell'Oklahoma, la sua carriera è distribuita su più decenni durante il novecento, e vanta oltre cento partecipazioni cinematografiche, con due regie, nel 1971 per Teenage Tease e nel 1973 per The Brothers O'Toole. 
Il suo debutto cinematografico risale al 1944 con la partecipazione al film Janie, diretto da Michael Curtiz. Tra le pellicole di maggior successo tra le molte da lui interpretate, da ricordare Stalag 17 (1953), di Billy Wilder, nella quale impersonò il sergente Hoffman, detto "Hoffy", capo della baracca 4 in cui si svolge la vicenda. 
L'esordio televisivo avvenne nella serie Where's Raymond?, trasmessa dalla ABC dal 1953 al 1954, con protagonista Ray Bolger. Nel 1955 entrò nel cast della serie Crossroads. Ancora attivo in età avanzata, dal 2010 al 2015 interpretò il personaggio di "Leonard" nella serie Community, trasmessa dalla NBC. È morto il 16 marzo 2019 all'età di 93 anni. 

## Filmografia parziale

### Cinema
- Janie, regia di Michael Curtiz (1944)
- Obiettivo Burma! (Objective, Burma!), regia di Raoul Walsh (1945)
- Delitti senza sangue (Danger Signal), regia di Robert Florey (1945)
- Una luce nell'ombra (Nobody Lives Forever), regia di Jean Negulesco (1946)
- Corsari della terra (Wild Harvest), regia di Tay Garnett (1947)
- I giorni della vita (The Time of Your Life), regia di H.C. Potter (1948)
- Il gigante di New York (Easy Living), regia di Jacques Tourneur (1949)
- Il mio corpo ti appartiene (The Men), regia di Fred Zinnemann (1950)
- Nei bassifondi di Los Angeles (Cry Danger), regia di Robert Parrish (1951)
- Il comandante Johnny (You're in the Navy Now), regia di Henry Hathaway (1951)
- Nagasaki (The Wild Blue Yonder), regia di Allan Dwan (1951)
- Tempo felice (The Happy Time), regia di Richard Fleischer (1952)
- Il cantante matto (The Stooge), regia di Norman Taurog (1952)
- La peccatrice di San Francisco (The San Francisco Story), regia di Robert Parrish (1952)
- Il caporale Sam (Jumping Jacks), regia di Norman Taurog (1952)
- La lampada di Aladino (Aladdin and His Lamp), regia di Lew Landers (1952)
- Stalag 17, regia di Billy Wilder (1953)
- Tempeste di fuoco (Mission Over Korea), regia di Fred F. Sears (1953)
- Gardenia blu (The Blue Gardenia), regia di Fritz Lang (1953)
- Il segreto del Sahara (The Steel Lady), regia di Ewald André Dupont (1953)
- Francis in the Navy, regia di Arthur Lubin (1955)
- La moschea nel deserto (Bengazi), regia di John Brahm (1955)
- Quadriglia d'amore (Anything Goes), regia di Robert Lewis (1956)
- I filibustieri della finanza (The Power and the Prize), regia di Henry Koster (1956)
- Lo sperone insanguinato (Saddle the Wind), regia di Robert Parrish (1958)
- Gli sterminatori dei comanches (The Rawhide Trail), regia di Robert Gordon (1958)
- Il mostro è dietro l'angolo (Face of Fire), regia di Albert Band (1959)
- La più allegra avventura (The Brass Bottle), regia di Harry Keller (1964)
- Rascal, l'orsetto lavatore (Rascal), regia di Norman Tokar (1969)
- Tora! Tora! Tora!, regia di Richard Fleicher e Kinji Fukasaku (1970)
- A muso duro (Mr. Majestyk), regia di Richard Fleischer (1974)
- Trancers - Corsa nel tempo (Trancers), regia di Charles Band (1984)
- L'aereo più pazzo del mondo 3 (Stewardess School), regia di Ken Blancato (1986)

### Televisione
- Scienza e fantasia (Science Fiction Theatre) – serie TV, episodio 1x36 (1955)
- Crossroads – serie TV, episodio 1x35 (1956)
- West Point – serie TV, episodio 1x19 (1957)
- Panico (Panic!) – serie TV, episodio 1x13 (1957)
- Navy Log – serie TV, episodio 3x25 (1958)
- David Niven Show (The David Niven Show) – serie TV, episodio 1x02 (1959)
- Not for Hire – serie TV, episodio 1x21 (1960)
- Ai confini della realtà (The Twilight Zone) – serie TV, episodio 5x04 (1963)
- Selvaggio west (The Wild Wild West) – serie TV, episodio 4x21 (1969)
- Lou Grant – serie TV, 4 episodi (1978-1982)
- Quincy (Quincy, M.E.) – serie TV, episodio 7x20 (1982)
- La signora in giallo (Murder, She Wrote) – serie TV, episodi 1x00-5x21 (1984-1989)
- Community – serie TV, 53 episodi (2009-2015)

## Doppiatori italiani
- Nino Pavese in Stalag 17
- Vinicio Sofia in Gardenia blu, Lo sperone insanguinato
- Carlo Romano in Il mio corpo ti appartiene
- Pietro Ubaldi in Community